# Parata
Parata (korsisch A Parata) ist eine Gemeinde in der Castagniccia auf der französischen Mittelmeerinsel Korsika. Sie gehört zum Département Haute-Corse, zum Arrondissement Corte und zum Kanton Castagniccia. Nachbargemeinden sind Monacia-d’Orezza im Nordwesten, Velone-Orneto und San-Giovanni-di-Moriani im Nordosten, Santa-Reparata-di-Moriani im Südosten und Valle-d’Orezza im Südwesten.

## Bevölkerungsentwicklung
| Jahr      | 1962 | 1968 | 1975 | 1982 | 1990 | 1999 | 2008 | 2016 |
| --------- | ---- | ---- | ---- | ---- | ---- | ---- | ---- | ---- |
| Einwohner | 97   | 50   | 45   | 35   | 25   | 27   | 32   | 24   |

## Sehenswürdigkeiten
- Kirche Saint-Gavin, erbaut im 17. Jahrhundert und erneuert im 19. Jahrhundert